# Titularbistum Arsinoë in Cypro
Arsinoë in Cypro (ital.: Arsinoe di Cipro) ist ein Titularbistum der römisch-katholischen Kirche. 
Es geht zurück auf ein früheres Bistum der antiken Stadt Arsinoe in der römischen Provinz Cyprus auf Zypern, das der Kirchenprovinz Salamis angehörte.
| Titularbischöfe von Arsinoë in Cypro |                                                            |                                                              |                   |                  |
| Nr.                                  | Name                                                       | Amt                                                          | von               | bis              |
| 1                                    | Michal Ignacy Kunicki                                      | Weihbischof in Krakau (Polen-Litauen)                        | 23. Dezember 1726 | 9. November 1751 |
| 2                                    | Raphael Tuki                                               |                                                              | 22. Januar 1763   |                  |
| 3                                    | Lorenzo Bergeretti                                         | Koadjutorerzbischof von Naxos (Königreich Griechenland)      | 13. August 1862   | 24. März 1864    |
| 4                                    | Luis Cárcamo y Rodríguez                                   | Koadjutorbischof von San Salvador (El Salvador)              | 6. November 1871  | 6. August 1872   |
| 5                                    | Wilhelmus Joannes Demarteau MSF (Guillaume Jean Demarteau) | Apostolischer Vikar von Bandjermasin (Niederländisch-Indien) | 6. Januar 1954    | 3. Januar 1961   |
| 6                                    | Angelo Cuniberti IMC                                       | Apostolischer Vikar von Florencia (Kolumbien)                | 18. April 1961    | 26. Juni 2012    |